# Lepidostoma morsei
Lepidostoma morsei är en nattsländeart som beskrevs av Weaver 1988. Lepidostoma morsei ingår i släktet Lepidostoma och familjen kantrörsnattsländor. Inga underarter finns listade i Catalogue of Life.